# Hans Maaß (Theologe)

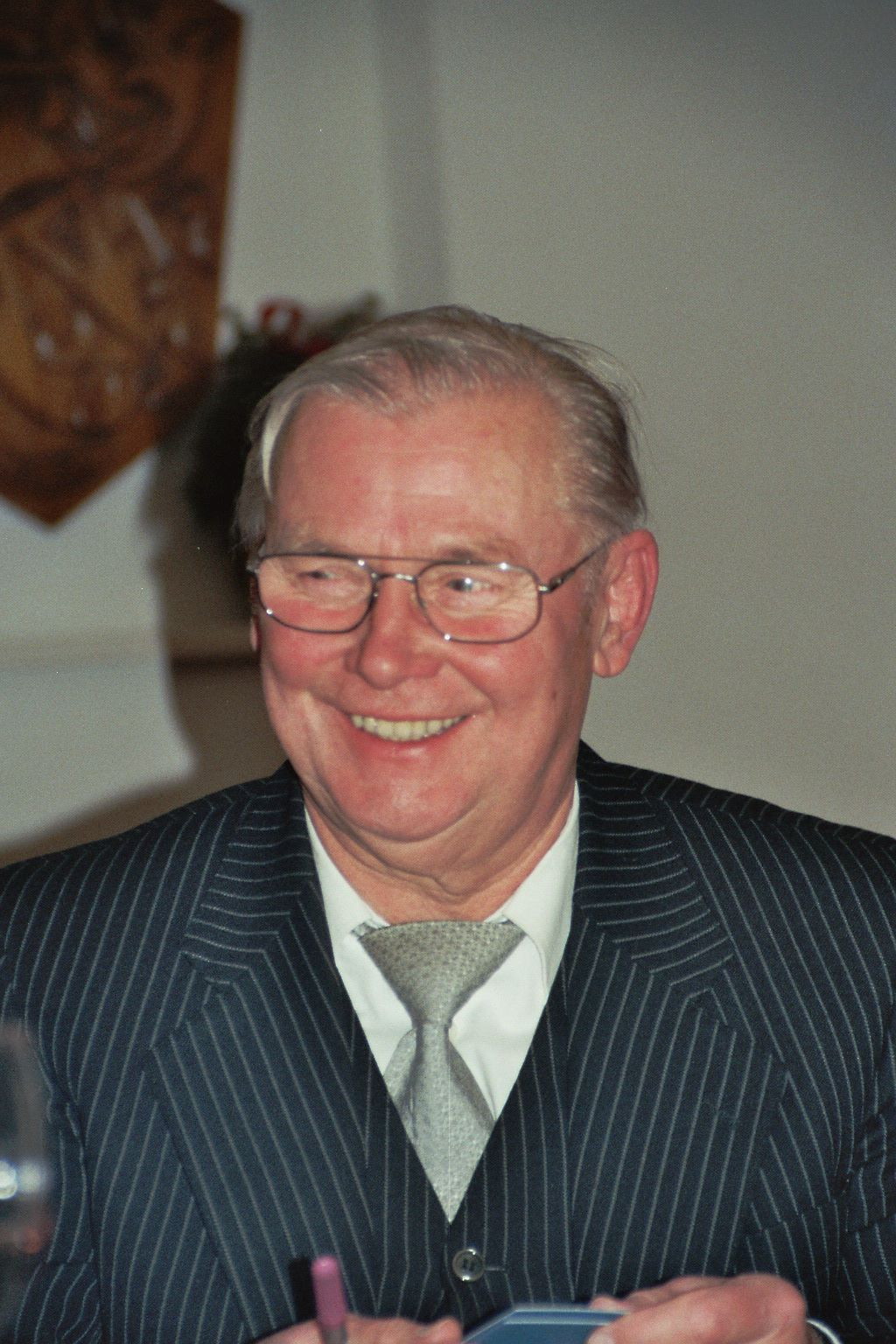
Hans Maaß, 2005

Hans Adalbert Maaß (* 31. März 1935 in Mannheim; † 4. Oktober 2021 in Landau in der Pfalz) war ein evangelischer Pfarrer und Kirchenrat in der badischen Landeskirche. Er verfasste Bücher und Texte über den christlich-jüdischen Dialog. 

## Leben
Hans Maaß entstammte einer alten hugenottischen Familie. Durch die Jugendarbeit in seiner Ortsgemeinde entschied er sich zum Theologiestudium in Heidelberg. Dort lernte er seinen Dozenten Helmut Köster kennen, mit dem er erfolgreich zusammenarbeitete. Auf Anregung von Hans Maaß wurde eine exegetisch-homiletische Arbeitsgemeinschaft zur Bibelauslegung und Predigtlehre an der Universität Heidelberg geschaffen, die später an anderen deutschen Universitäten als Vorbild gelten sollte. Als Theologe bezeichnete Maaß sich selbst als „uniert mit reformiertem Akzent.“
Nach seinem Theologiestudium in Heidelberg und seinem Vikariat in Weinheim war er Pfarrer von Malterdingen sowie Schuldekan im Kirchenbezirk Emmendingen. Er trieb als Mitglied der Kommission zur Stellung der Lehrpläne für evangelischen Religionsunterricht in der Grundschule einen subjektorientierten Unterricht voran.
Im Jahre 1977 wurde er zum Kirchenrat nach Karlsruhe berufen. 21 Jahre vertrat er das Schulreferat in der Gemeinsamen religionspädagogischen Kommission, die die Schulischen Fragen zwischen der badischen und württembergischen Landeskirche koordiniert.

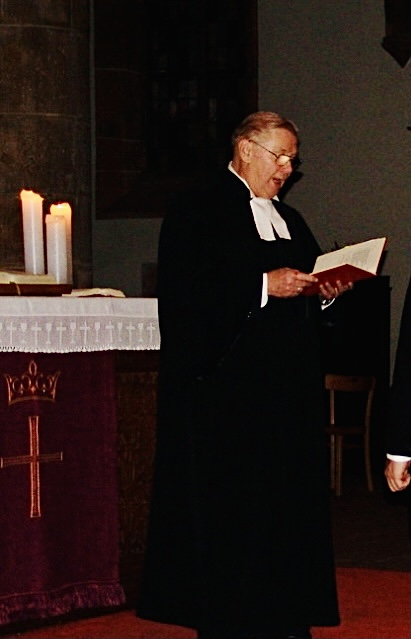
Hans Maaß in der Stiftskirche Landau

Ab 1981 arbeitete er im Studiumkreis Kirche und Israel. Von 1985 bis 2019 leitete er die Christlich-Jüdische Bibelstunde in der Petrus-Jakobus-Gemeinde. Daneben nahm er einen Lehrauftrag an der Pädagogischen Hochschule Karlsruhe wahr mit dem Schwerpunkt des christlich-jüdischen Dialogs, der Israel- und Palästinapolitik, Theorie und von Praxis des Religionsunterrichts zwischen Kirche und Staat. Er war insgesamt 18 Jahre lang auf Bundesebene Vorstandsmitglied des Deutschen Koordinierungsrats der Gesellschaft für Christlich-Jüdische Zusammenarbeit. Aufgrund seiner Verdienste wurde ihm 1998 die Hermann-Maas-Medaille verliehen.
Hans Maaß war mit der Religionslehrerin Isolde Maaß verheiratet und hat 3 Kinder. Er ist im Nordweststadt-Friedhof, Karlsruhe begraben.

## Ehrungen
- 1998 Ehrendoktorwürde der Erziehungswissenschaft von der Pädagogischen Hochschule Karlsruhe[1]
- 1998 Hermann-Maas-Medaille[3]

## Werke (Auswahl)
- Verführung der Unschuldigen. Beispiele judenfeindlicher Kinderliteratur im 3. Reich. Evangelischer Pressedienst, Karlsruhe 1990, ISBN 978-3-87210-325-3.
- Qumran. Texte kontra Phantasien. Calwer Verlag, Stuttgart 1994, ISBN 978-3-7668-3317-4.
- Für ein neues Verhältnis zwischen Christen und Juden. Gesammelte Aufsätze zu seinem 60. Geburtstag. Hrsg.: Gerhard Büttner und Jörg Thierfelder. Schulz-Kirchner Verlag, Idstein 1995, ISBN 978-3-8248-0210-4.
- Dieter Haas, Hans Maaß, Jörg Thierfelder: Unterwegs durch die Zeiten. Lesebuch zur badischen Kirchengeschichte. Hans-Thoma-Verlag, Karlsruhe 1996, ISBN 978-3-87297-127-2.